# بخش زمتچینسکی
بخش زمتچینسکی (به لاتین: Zemetchinsky District) یک منطقهٔ مسکونی در روسیه است که در استان پنزا واقع شده‌است.